# NGC 1503
NGC 1503 je galaksija u zviježđu Mreži.

## Vanjske poveznice
- SEDS: NGC 1503